# Steve Goossen
Steve Goossen (Goirle, 12 november 1968) is een voormalig Nederlands profvoetballer die onder meer speelde voor Sparta Rotterdam en Vitesse.
Goossen werd geboren in het Noord-Brabantse Goirle, maar bracht een groot deel van zijn jeugd door in Suriname. Op 15-jarige leeftijd verhuisde Goossen naar Nederland. Goossen zou datzelfde jaar een testwedstrijd spelen voor Feyenoord, waarna hij direct werd aangenomen door de club; dit was meteen de eerste keer dat Goossen officieel in clubverband ging spelen. Na zowel in de jeugd te hebben gespeeld van Feyenoord als Ajax vertrok Goossen uiteindelijk naar het Belgische Lierse SK, waar hij meer kans op speeltijd had.
Op zijn 21e maakte de voorstopper zijn debuut in het betaald voetbal voor Lierse SK. Binnen een jaar had Goossen een basisplek veroverd. Hij speelde zeven seizoenen voor de Belgische club. Voor aanvang van het seizoen 1996/1997 verdiende Goossen een transfer naar de toentertijd Nederlandse subtopper Vitesse. Goossen speelde uiteindelijk 71 wedstrijden voor Vitesse, wisselend als linksback en centrale verdediger. Onder andere door de komst van Pieter Collen bood Vitesse tot Goossen's onvrede hem in 1999 geen nieuw contract aan, waardoor de speler vertrok naar Sparta Rotterdam. Bij Sparta vielen de prestaties tegen,goossen die altijd kon rekenen op een basisplek in de 3 jaar dat hij er speelde was hij de aanvoerder van sparta. Na de degradatie van Sparta in het seizoen 2001/2002 besloot Goossen op 33-jarige leeftijd om zijn carrière als profvoetballer te beëindigen.

## Clubstatistieken
| seizoen | club             | competitie             | duels | goals |
| ------- | ---------------- | ---------------------- | ----- | ----- |
| 1989/90 | Lierse SK        | Eerste klasse          | 6     | 1     |
| 1990/91 | Lierse SK        | Eerste klasse          | 24    | 0     |
| 1991/92 | Lierse SK        | Eerste klasse          | 31    | 1     |
| 1992/93 | Lierse SK        | Eerste klasse          | 32    | 0     |
| 1993/94 | Lierse SK        | Eerste klasse          | 31    | 0     |
| 1994/95 | Lierse SK        | Eerste klasse          | 27    | 0     |
| 1995/96 | Lierse SK        | Eerste klasse          | 32    | 0     |
| 1996/97 | Vitesse          | Eredivisie             | 24    | 0     |
| 1997/98 | Vitesse          | Eredivisie             | 24    | 0     |
| 1998/99 | Vitesse          | Eredivisie             | 23    | 0     |
| 1999/00 | Sparta Rotterdam | Eredivisie             | 28    | 0     |
| 2000/01 | Sparta Rotterdam | Eredivisie             | 22    | 0     |
| 2001/02 | Sparta Rotterdam | Eredivisie             | 23    | 0     |
| 2002/03 | Deltasport       | Zaterdag Hoofdklasse B |       |       |